# Mensageiros instantâneos seguros
Mensageiros instantâneos seguros são aplicativos móveis que permitem o envio e recebimento de mensagens de forma criptografada com o intuito de aumentar a segurança comunicacional.

## Definição de segurança
Intuitivamente, uma comunicação de grupo segura deve proporcionar um nível de segurança comparável ao de quando um grupo de pessoas se comunica em uma sala isolada: todos na sala ouvem a comunicação (entrega rastreável), todos sabem quem está falando (autenticidade) e quantas vezes palavras foram ditas (sem duplicação), ninguém fora da sala pode falar para a sala (sem criação) ou ouvir a comunicação interna (confidencialidade), e a porta para a sala é aberta apenas para pessoas convidadas (proximidade). Espera-se que protocolos de comunicação em grupo atinjam as mesmas propriedades que são naturalmente alcançadas num cenário com dois indivíduos. É importante definir o que se entende por segurança, pois ela ajuda a pensar e questionar quais características são necessárias em um aplicativo de mensagens instantâneas. O significado de segurança em mensageiria está associado aos conceitos de confidencialidade, integridade e disponibilidade.
• Confidencialidade significa que somente as partes desejadas podem ler as mensagens.
• Integridade significa ter certeza de que a mensagem não foi alterada antes de chegar no destino.
• Disponibilidade significa garantir que todas as partes tenham acesso adequado às suas mensagens.
Então, para avançar na compreensão do que seria um mensageiro “seguro”, deve-se atentar para esses quatro aspectos intimamente relacionados: segurança, privacidade, anonimato e usabilidade.
• Segurança: significa que apenas os destinatários receberam a mensagem, que eles conseguem acessá-la adequadamente e que a mensagem não foi modificada por terceiros.
• Privacidade: é ter o conteúdo das comunicações protegido de terceiros, mas não necessariamente as identidades de quem está se comunicando.
• Anonimato: significa proteger as identidades das partes em comunicação, mas não necessariamente o conteúdo.
• Usabilidade: diz respeito à facilidade de usar alguma coisa.

## Modelo de ameaça
Entendido o que significam estas facetas da mensageiria segura, deve-se falar sobre modelo de ameaças. Definir o Modelo de Ameaças é algo que tem que ser feito antes de escolher o mensageiro, porque não existe nenhum mensageiro glorioso que funcionará bem para todo mundo. Enquanto usuários temos que tentar responder algumas perguntas sobre o que queremos proteger. Queremos proteger o conteúdo da mensagem? A identidade das pessoas? Os metadados? Nossa localização? Ou talvez uma combinação de tudo isso? De quem estamos nos protegendo? De governos ou de hackers? Cada um desses oponentes possui suas próprias fraquezas e potências: um governo tem muito dinheiro, mas um hacker pode quebrar a lei. Qual será o impacto caso aquilo que queremos proteger caia nas mãos do adversário? Esses conceitos devem ser avaliados frente a capacidade de resistirem a ameaças de cunho político (Estado) ou tecnológico (uso malicioso da rede, do usuário ou do servidor central).

## Usabilidade
A centralização de serviços nas mãos de poucas entidades pode trazer conforto e usabilidade, mas muitas vezes isso tem um preço em termos de segurança e privacidade. O contrário também é verdadeiro: decisões que visam o aumento da segurança e privacidade muitas vezes têm seu preço em termos de usabilidade e conforto. Não há solução perfeita. Em cada serviço, não importa o quão seguro possa estar, ao fim e ao cabo lidamos com outros seres humanos, que podem capturar imagens, copiar ou encaminhar mensagens para terceiros que não pretendíamos. Os mensageiros que melhor protegem o conteúdo e os metadados costumam ser os menos convenientes de usar. Então temos que considerar quanta usabilidade estamos dispostos a sacrificar para proteger essas coisas.

## Criptografia

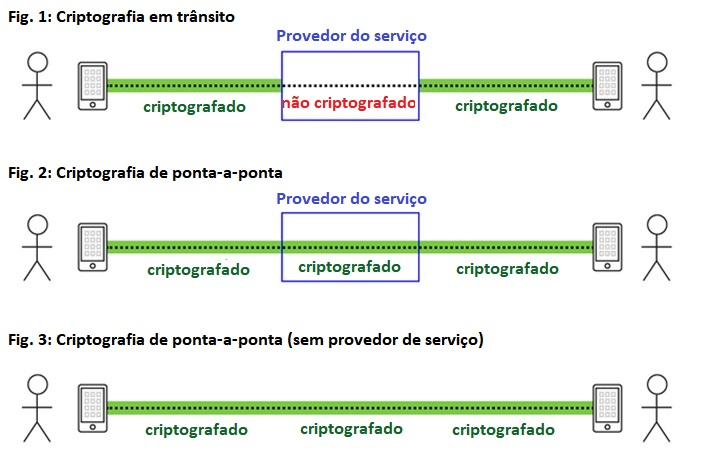

A criptografia de ponta a ponta (E2EE) e sua ativação por padrão são dois aspectos que devem ser observados no tocante a criptografia. A ativação por padrão significa que o recurso de criptografia das mensagens está sempre ativado. A garantia de que as conversas e os metadados sejam E2EE é uma das melhores práticas que podemos ter ao escolher um aplicativo de mensagem instantânea.
No desenho ao lado, a Fig. 1 representa a arquitetura (centralizada) do Telegram, do Threema ou do WhatsApp antes da adoção da criptografia fim-a-fim do Signal. A Fig. 2 representa a arquitetura (centralizada) do Signal, do WickrMe ou do “chat secreto” do Telegram (entre dois indivíduos, não disponível para grupos). A Fig. 3 representa a arquitetura (P2P) do Briar, do Silence ou do TwinMe.
Em tese, arquiteturas centralizadas permitem que o serviço de diretório executado no servidor central do prestador do serviço seja modificado para ativar um ataque do tipo “homem-no-meio” (MITM).

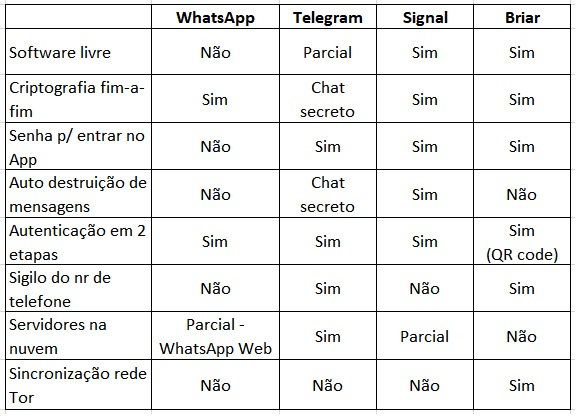

## Comparação de aplicativos seguros de mensagens instantâneas
O quadro ao lado mostra a disponibilidade de recursos de segurança entre os principais aplicativos de mensageiria instantânea de grupo, utilizados no Brasil.
Adicionalmente, na Internet encontram-se análises e quadros comparativos de programas de mensagens instantâneas que poderão ajudar no entendimento dos recursos de segurança mais adequados a cada necessidade.
Uma comparação entre certos aspectos políticos, tais como o país de jurisdição da prestadora do serviço, preocupação da empresa com a privacidade ou se já foi implicada em fornecer dados dos clientes para agências de inteligência, pode ser encontrada na página "Secure Messaging Apps Comparison, because privacy matters".
Outro quadro comparativo no tocante ao país de origem e sua proximidade com a Aliança Cinco Olhos encontra-se na página "App Features Matrix". 
Já o sitio da "EFF - Electronic Frontier Foundation" apresenta seis recursos de segurança que foram utilizados como critérios de seleção para escolha de aplicativos na página "Practical Application of EFF's Guide to Choosing a Messenger". Sugestão: marcar a opção “Show only recommended apps” para eliminar programas não recomendados do quadro comparativo.
A escolha do mensageiro seguro mais adequado a cada necessidade deve levar em conta o modelo de ameaça considerado, o tratamento dos metadados, a criptografia fim-a-fim, o processo de inscrição e o código-fonte utilizado no programa.
A garantia de anonimato pode ser obtida com o uso da Rede Tor  e do aplicativo Briar (Android). O Briar é um mensageiro com criptografia de ponta a ponta que utiliza a rede Tor para se manter anônimo. Por funcionar como um mensageiro de par a par (ou seja, não existem servidores entre os usuários distribuindo mensagens) dentro da rede Tor, os metadados e o conteúdo das mensagens estão protegidos. O problema da natureza par a par (P2P) do Briar é que ambas as partes devem estar online ao mesmo tempo para mandar mensagens, o que diminui a usabilidade. Com um modelo de ameaças bem definido e tendo em mente a diferença entre segurança, privacidade, anonimato e usabilidade, podemos alcançar a potência dos recursos disponibilizados pelo Briar, uma ferramenta de comunicação para quem precisa trocar informações sensíveis sem correr o risco de sofrer ataques cibernéticos:
- Criptografia de ponta a ponta: isso significa que somente a pessoa para quem você enviou a mensagem pode ler o conteúdo da mensagem.
- Código aberto: isso significa que o código fonte do programa está disponível para ser lido, permitindo àquelas pessoas com tempo e conhecimento verificarem se ele é tão seguro quanto se diz.
- Par a par: em inglês P2P ou peer-to-peer significa que suas mensagens vão diretamente para o dispositivo dos seus contatos e que não existem terceiros envolvidos no tráfico de dados. Cuidado: embora isso signifique que nenhuma entidade central esteja coletando seus metadados e mensagens num servidor, se você não proteger seu IP qualquer pessoa que estiver olhando sua conexão poderá ver com quem você conversa e por quanto tempo, potencialmente quebrando seu anonimato. Como foi mencionado acima, o Briar consegue resolver isso usando a rede Tor.
- Metadados: são todas as informações sobre uma mensagem exceto o seu conteúdo. Alguns exemplos de metadados são: remetente, destinatário, hora de envio e localização de quem enviou. Daria para descrever os metadados como “registros de atividade“. Dependendo do modelo de ameaças, pode ser importante garantir que certos metadados não estejam disponíveis para inimigos, adversários ou simplesmente bisbilhoteiros.
- Informações de registro: quais informações são requeridas antes de usar um serviço? Quando o número de telefone é requisitado, como no Signal, será difícil manter o anonimato porque o número geralmente está associado com a identidade real. Se o anonimato é parte do modelo de ameaças, há que se ter um mensageiro com o mínimo possível de informações de registro, como no Briar.